# Lexus IS
El Lexus IS és una sèrie de vehicles de tipus entry-level luxury cars fabricats des del 1998 a les plantes de Tahara, Aichi i Kyüshü, Japó per Lexus, una marca de Toyota. L'IS s'ubica per sota de l'ES i té com a rivals el Infiniti G35, Acura TSX o el BMW Sèrie 3.
Fins a la segona generació de l'IS, es va vendre sota el nom de Toyota Altezza al Japó. El primer Altezza surt el 1998 i el 1999 arriba el Lexus IS 200 i a Nord-amèrica, el 2000 amb el Lexus IS 300. A partir del 2006, amb la segona generació els motors passaran a ser de V6 i V8 en comptes de ser L6 (6 en línia). Tots els Lexus IS són de propulsió posterior.

## Primera generació (1998-2005)

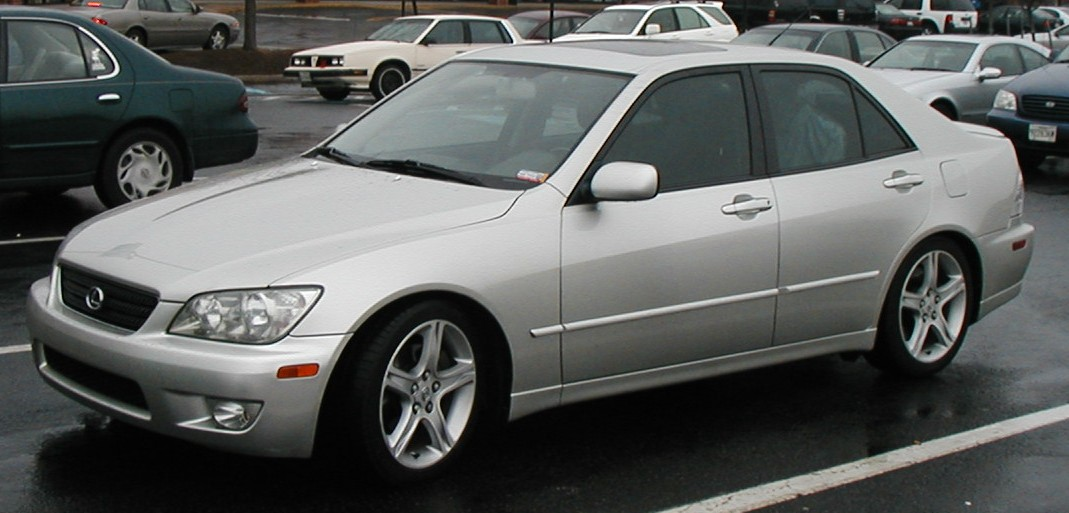
Lexus IS 300 del 2001-2005

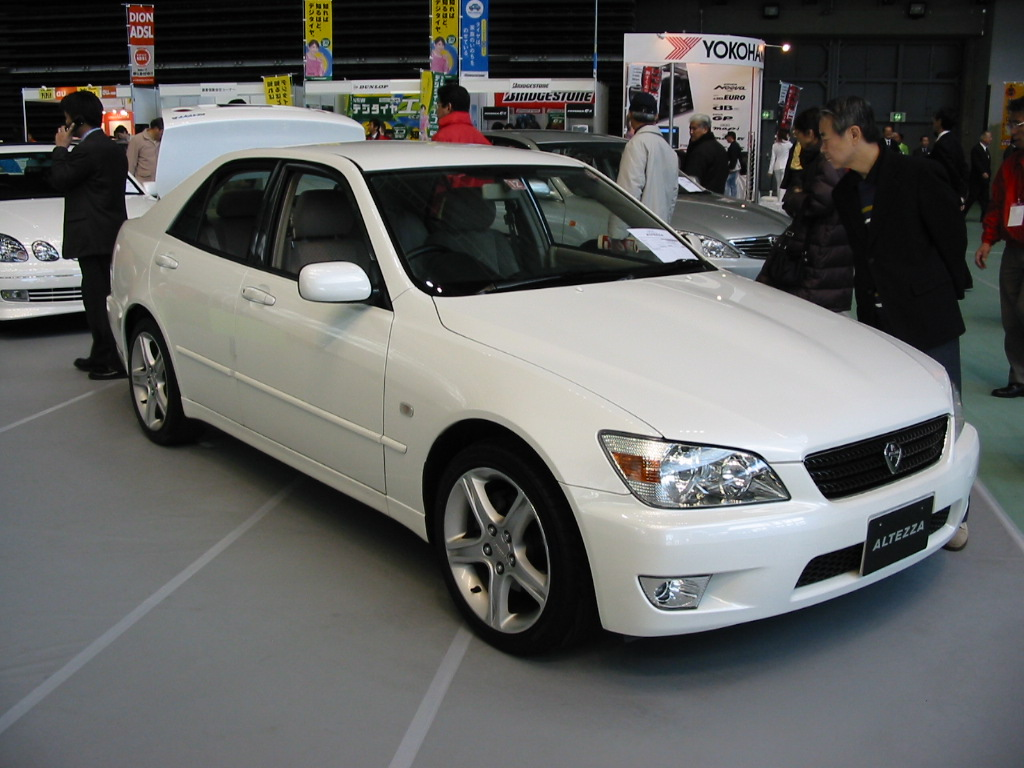
Toyota Altezza del 2001

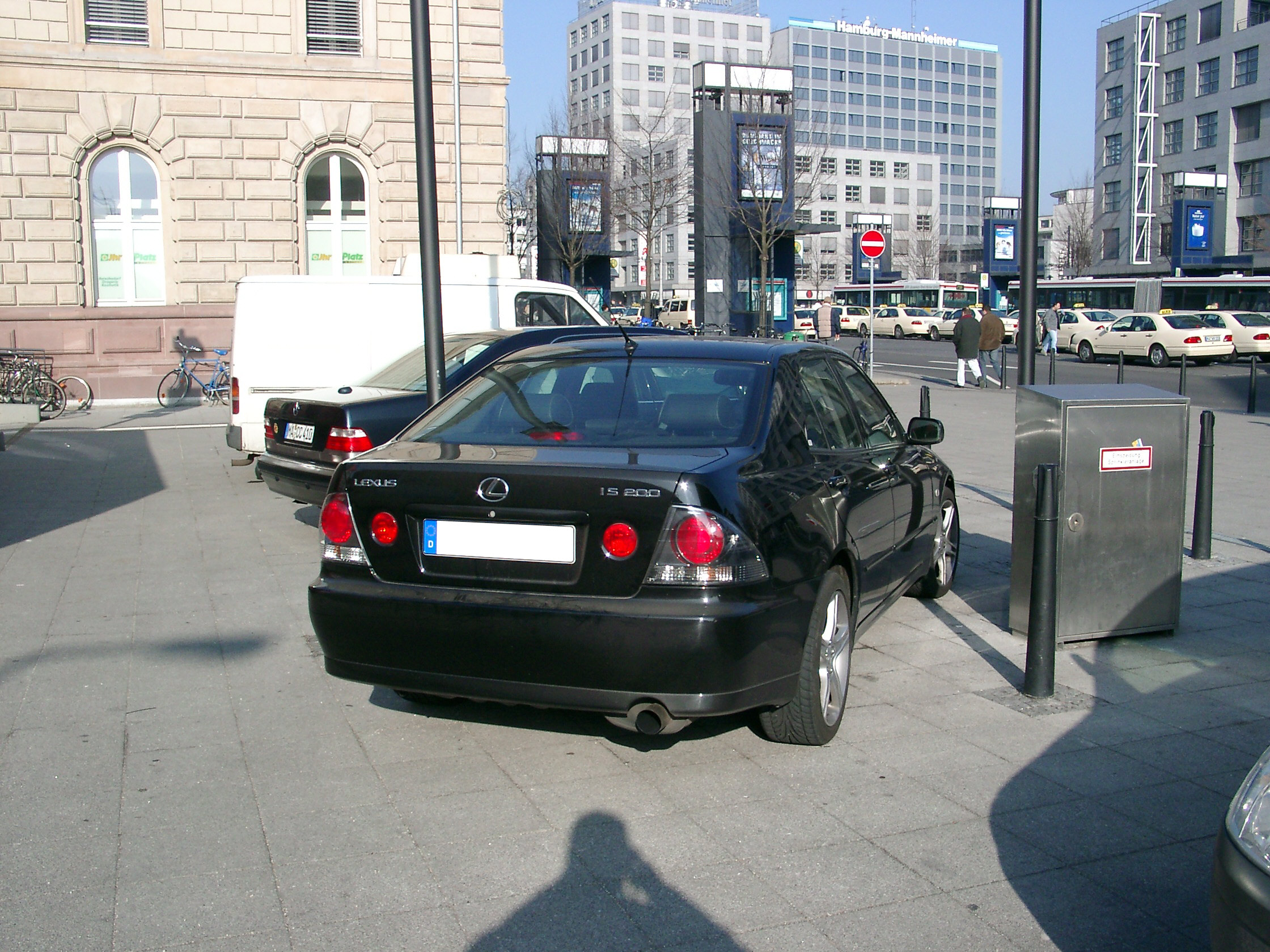
Detall dels fars posteriors dels Lexus IS

Fabricat per a competir directament contra sedans esportius de luxe de les marques BMW, Mercedes Benz, el Lexus IS va ser dissenyat per ser un vehicle d'alt rendiment, amb un disseny que transmet una personalitat pròpia. L'any 1998 i 1999 va rebre el premi "cotxe de l'any" al japó (el Altezza). Lexus vendrà el 1999 el Altezza sota el nom d'IS i el 2000, a Nord-amèrica.
El Lexus IS/Toyota Altezza va poder-se elegir entre 2 carrosseries, sedan de 4 portes i familiar (station wagon) de 5 portes. Mecànicament van existir 2 versions (en parèntesi, la nomenclatura del Altezza):
- IS 200 (AS 200) amb motor 2.0 L 1G-FE L6 de 155 cv, associat a una transmissió manual de 6 velocitats o automàtica de 4 velocitats (en opció).
- IS 300 (AS 300) amb motor 3.0L 2JZ-GE L6 de 215 cv, associat a una transmissió automàtica de 5 velocitats o automàtica de 4 velocitats.

Addicional l'Altezza va tenir la versió RS200, amb carrosseria sedan de 4 portes i el motor 2.0 L 3S-GE L4 modificat per Yamaha de 210 cv (especificació nipona) associat a una transmissió manual de 6 velocitats (en opció una automàtica de 5 velocitats). La versió familiar (station vagon) va rebre el nom de Gita al Japó i de SportCross a Europa i Japó.
Mides del Lexus IS:
Batalla (Wheelbase): 2,670 m (105.1 in)
Llargada (Length): 4,485 m (176.6 in)
Amplada (Width): 1,725 m (67.9 in)
Alçada (Height): 1,410 m (55.5 in)
Els IS200/300 tenien elements que els diferenciava dels altres Lexus, com navegador de pantalla en "pop-up", tauler de control amb un disseny de cronògraf (amb indicadors de temperatura, combustible i voltatge), un disseny de fars posteriors, compost per 4 panells (2 circulars) i 2 que van ubicats als laterals, amb bombetes cobertes per un protector transparent o lleugerament tintat. Aquest disseny, a part de ser conegut per molta gent com "Lexus-style" o fars "Altezza", serà copiat per empreses fabricants d'accessoris per a automòbils.
L'acollida del mercat va ser discreta en general, en tant que als Estats Units va tenir una progressió negativa, de les 22.486 de l'any 2001 fins a les escasses 10.000 del 2004, als mercats d'Europa i Àsia l'acollida va ser millor, però tot i així, es va vendre poc si se compara amb el Mercedes Benz Classe C i altres competidors del model de Lexus.
Tuning
El Lexus IS300 i Altezza RS200 s'han prestat a moltes modificacions per als tuners. Destaca potser que al Japó el RS200 va gaudir d'un ampli ventall de parts d'altes prestacions per modificar la potència del vehicle, ja que el bloc del motor se similar als del Toyota Celica.
Als Estats Units, en incloure el motor 3.0L 2JZ-GE L6 va ser molt popular per als tuners, perquè era possible ser substituït pel motor 2JZ-GTE L6 del Toyota Supra. Versions modificades d'aquest motor van arribar a rendir potències de fins a 1000 cv.

## Segona generació (2006-)

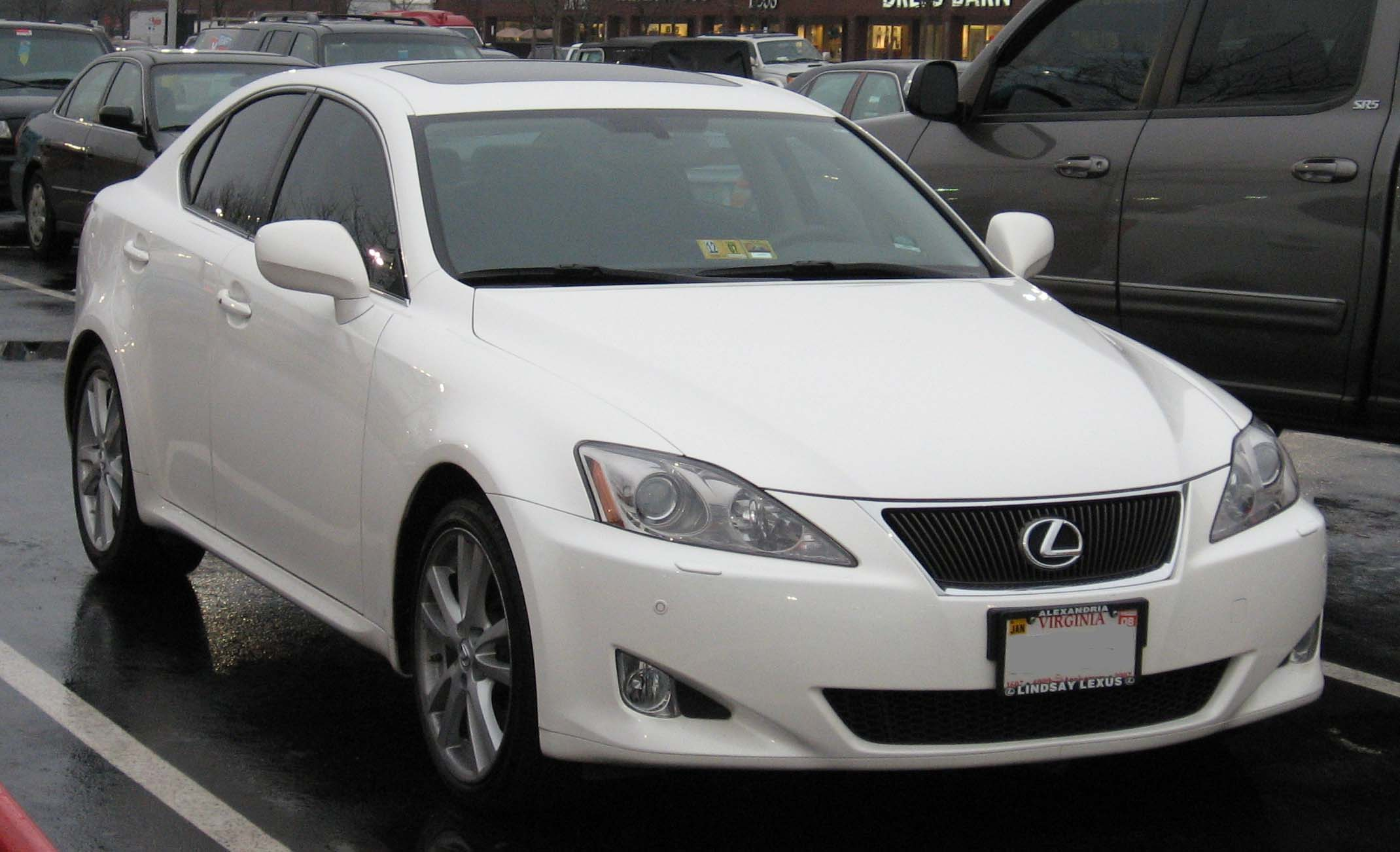
Lexus IS del 2006-2007

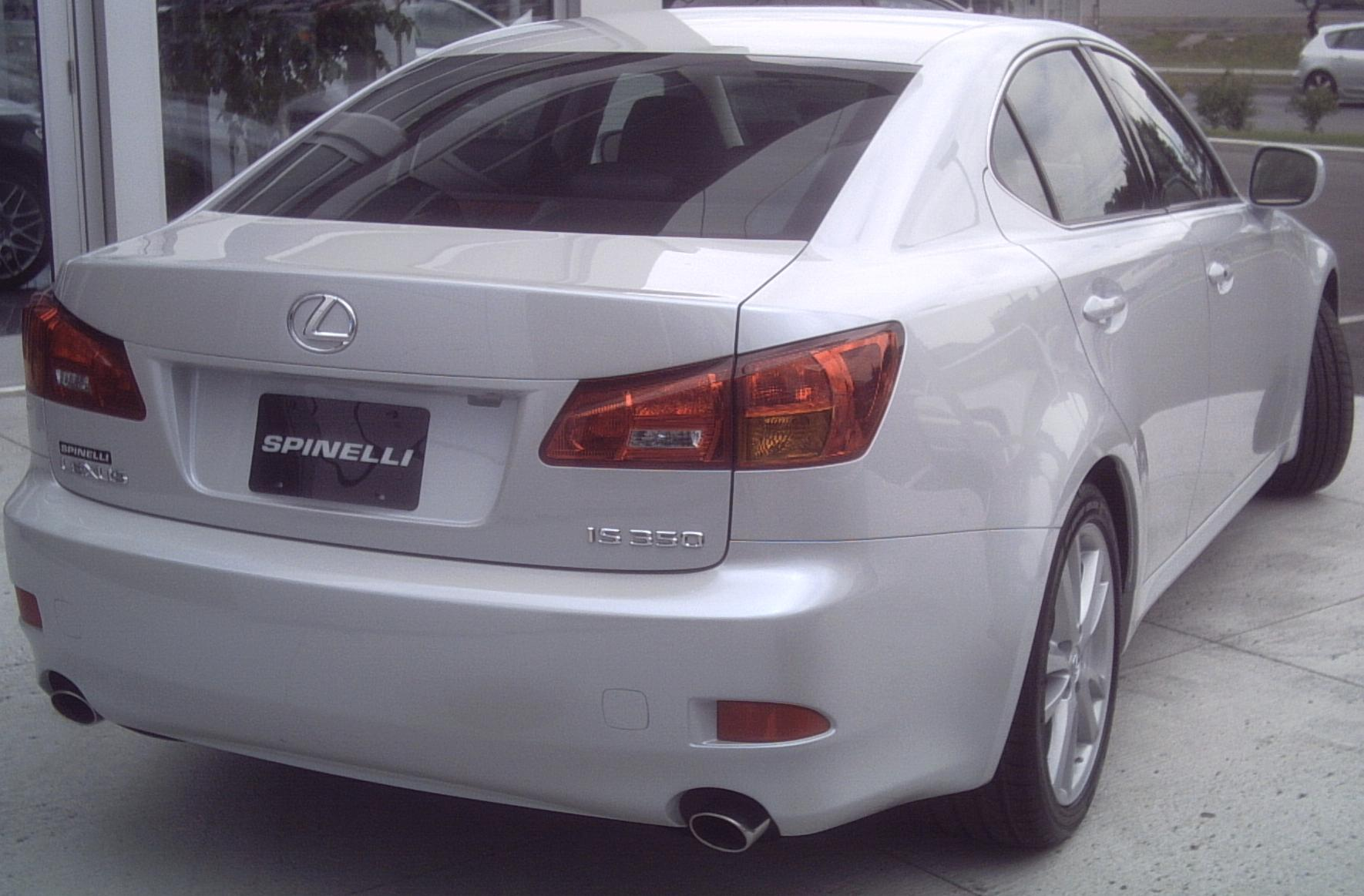
Lexus IS 350 del 2006-2007

L'any 2006 es va presentar una versió nova del Lexus IS, encara que al saló de l'automòbil de Nova York del 2005 va presentar-se. Desapareix el Altezza degut a la introducció de la marca Lexus al Japó i també la versió familiar (station wagon).
El nou disseny de l'IS respon a la "L-finesse", una filosofia de disseny introduïda en aquest vehicle i en el Lexus GS que se resumeix en dos frases "simplicitat incisiva" i "elegància intrigant": un disseny dinàmic estil coupe i hatchback, amb unes línies globals més aerodinàmiques i marcades, en forma de "punta de llança" a la part posterior del cotxe.
Mides del Lexus IS:
Batalla (Wheelbase): 2,730 m (107.5 in)
Llargada (Length): 4,575 m (180.1 in)
Amplada (Width): 1,800 m (70.9 in)
Alçada (Height): 1,425 m (56.1 in)
Per al mercat del Canadà, Estats Units i Japó, es venen les següents opcions:
- IS 250, amb un motor 2.5 L 4GR-FSE V6 de 204 cv i una transmissió manual o automàtica de 6 velocitats.
- IS 250 AWD, amb el mateix motor 2.5 L que l'anterior i 204 cv, però amb tracció integral a les 4 rodes (AWD) i transmissió automàtica de 6 velocitats com a única opció..
- IS 350, amb un motor 3.5L 2GR-FSE V6 de 306 cv i transmissió automàtica de 6 velocitats com a única opció.

Per al mercat Europeu i Regne Unit, hi ha les següents opcions:
- IS 250, amb un motor 2.5 L 4GR-FSE V6 de 204 cv i una transmissió manual o automàtica de 6 velocitats.
- IS 220d, amb un motor 2.2 L turbodièsel L4 de 175 cv i transmissió manual de 6 velocitats com a única opció.

El IS 250 està disponible a més a Austràlia, Nova Zelanda, Tailàndia, Singapur, Hong Kong (només canvi automàtic) i Corea del Sud.
L'IS 300, amb un motor 3.0 L 3GR-FSE V6 de 228 cv i transmissió automàtica de 6 velocitats com a única opció va vendre's als mercats de la Xina, Brumei i Orient Mitjà.

## Premis i reconeixements
- J.D. Power and Associates nomena a la segona generació dels sedans IS 250/IS 350 sedans com els millors vehicles en el segment dels entry luxury class en la seva Initial Quality Survey del 2006.[1]
- J.D. Power and Associates nomena a la primera generació dels IS 300 sedan i l'IS 300 SportCross com els millors vehicles en el segment dels entry luxury class en la seva Initial Quality Survey del 2005.[2]
- Ward's Auto el motor IS 350 V6 va ser el millor motor de la llista de l'any 2006 dels 10 Best Engines.[3] El mateix motor va ser nomenat per als Ward's 10 Best Engines list de l'any 2007.
- El Lexus IS del 2007 va ser el guanyador del Golden Steering Wheel Award en la categoria Luxury d'acord amb el diari alemany Bild am Sonntag.
- La revista de cotxes britànica Top Gear nomena el Lexus IS com el Executive Car of the Year del 2006.
- El premi cotxe de l'any de Canada, organitzat per l'AJAC, atorga a l'IS 350 el premi Best New Technology del 2006.[4]
- Kelley Blue Book atorga a la primera generació de l'IS 300 el premi Best to Hold Value l'any 2001.[5]